# انزو لوفور
انزو لوفور (فرانسوی: Enzo Lefort‎؛ زادهٔ ۲۹ سپتامبر ۱۹۹۱) شمشیرباز اهل فرانسه است.